# St. Oswald (Schnett)

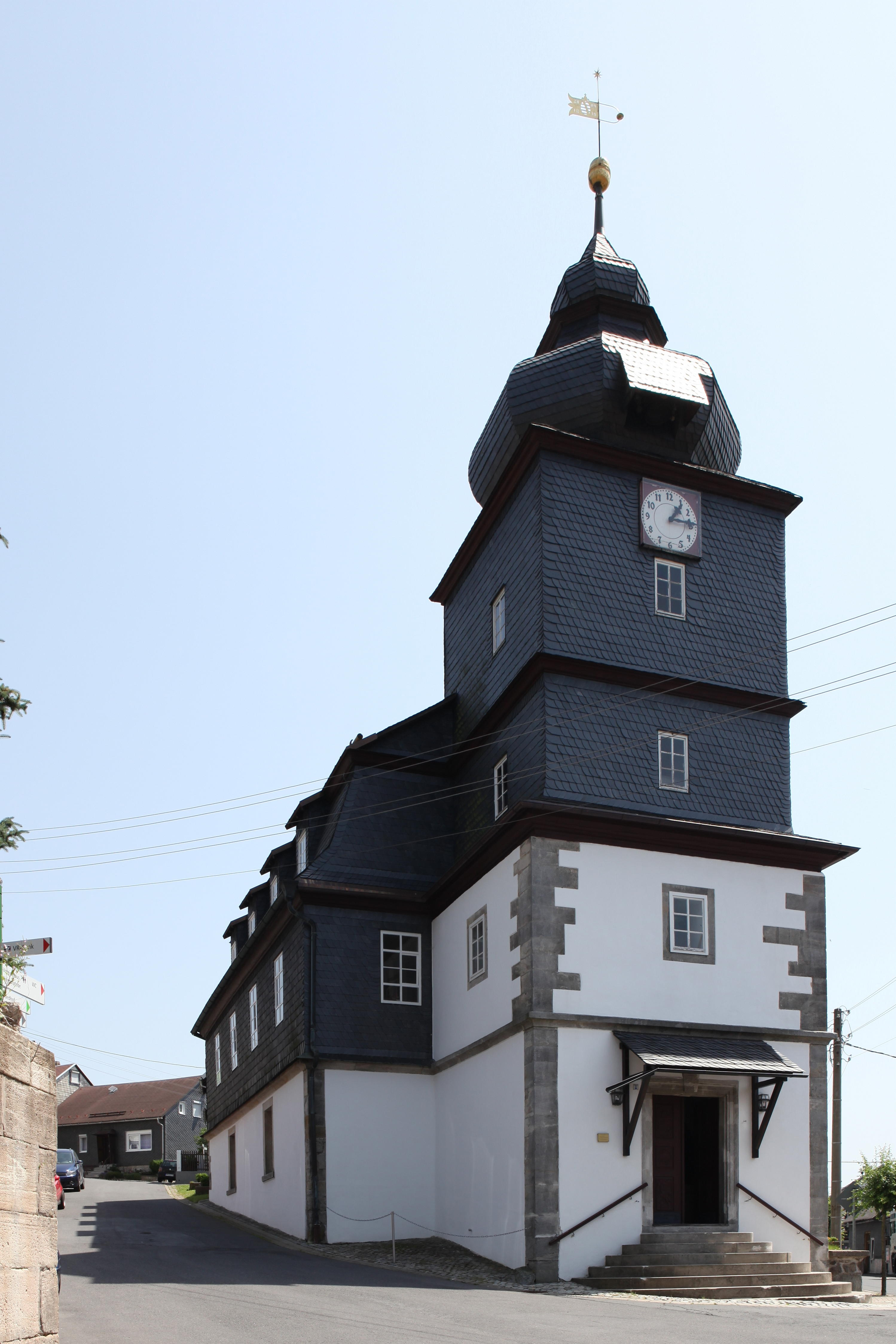
St. Oswald, Schnett

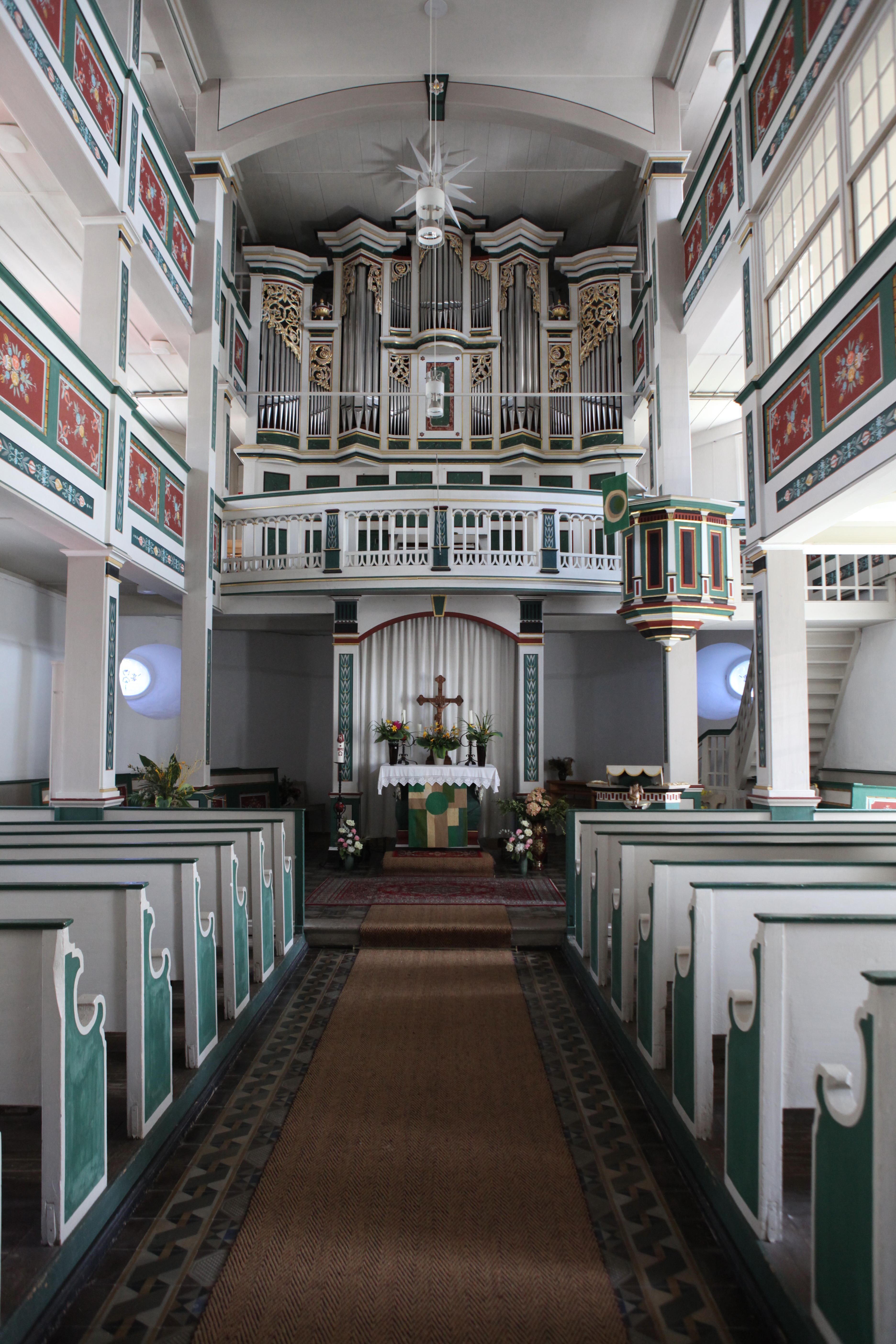
Innenraum

Die  evangelisch-lutherische Kirche St. Oswald steht in Schnett, einem  Ortsteil der Gemeinde Masserberg im Landkreis Hildburghausen (Thüringen). Das denkmalgeschützte Bauwerk stammt in seiner heutigen Form aus dem Jahr 1810.

## Baugeschichte
Seit 1647 ist Schnett, das zuvor zu Crock gehörte, Pfarrfiliale von Heubach. Eine dem heiligen Oswald geweihte Kapelle in Schnett wurde bereits 1416 bei der Ersterwähnung des Ortes genannt. Diese wurde 1622 durch einen Kirchenneubau ersetzt, dem wiederum 1730 aufgrund von Baufälligkeit ein neues Gotteshaus folgte, das 1790 ein Brand zerstörte.
Der Ersatzbau musste schon 1810 wieder abgebrochen werden und wurde im selben Jahr durch den fünften Kirchenbau ersetzt, der bis heute steht. Das Kirchengebäude hat einen Unterbau aus verputzten Bruchsteinen, auf dem eine verschieferte Fachwerkkonstruktion steht. Äußerlich ist es aufgrund der geformten Turmhaube und des großen Mansarddaches barock gestaltet. Im Innenraum ist, wie am Bogen über dem Altar, ein klassizistischer Stil vorhanden. Auf drei Seiten befindet sich eine zweigeschossige Empore, über dem Altar eine große Orgelempore. Der groß und aufstrebend wirkende Innenraum erscheint als ein geschlossenes Ganzes. Er wurde 1981 während der letzten großen Sanierung, auf Vorschlag des Geraer Restaurators Kurt Thümmler, von den Schnetter Einwohnern mit den Ornamenten der traditionellen Schnetter Truhenmalerei gestaltet. Die farbigen Ornamente führten zu dem Beinamen „Blumenkirche“.

## Ausstattung
Im Kirchturm hängen drei gusseiserne Glocken aus den Jahren 1919 und 1950. Die Orgel ist in ihrem Kern ein älteres Werk des Ilmenauer Orgelbaumeisters Gottlieb Heinrich Fichtel und war Ende des 18. Jahrhunderts für die Langewiesener Friedhofskirche gebaut worden. Da die Langewiesener sie nicht bezahlen konnten, wurde sie an die Schnetter Gemeinde verkauft. Im Jahr 1842 baute sie der Orgelbaumeister Johann Michael Schmidt aus Schmiedefeld um (unter Verwendung des Prospekts der Vorgängerorgel, die Anfang der 1790er Jahre der Orgelbauer Gottlieb Heinrich Fichtel aus Ilmenau errichtete) und gab ihr die heutige Form. Sie hat 23 Register auf zwei Manualen und Pedal. Eine Sanierung fand in den Jahren 1996 bis 1997 durch die Stadtilmer Orgelbaufirma Schönefeld statt. Der Altar und die Kanzel sind bauzeitlich, das Lesepult mit der Jahreszahl 1806 stand wohl in der Vorgängerkirche. Der wuchtige, sehr schlichte Taufstein stammt aus dem 20. Jahrhundert.